# Ширский, Павел Семёнович
Павел Семёнович Ширский (18 [30] июня 1872, Кострома, Российская империя — 21 января 1952, Нуази-ле-Гран, Франция) — присяжный поверенный, депутат Государственной думы II созыва от Кубанской области и Черноморской губернии

## Биография
Происходил из потомственных дворян. Родился 18 (30) июня 1872 года в Костроме.
В 1890 году, окончив Костромскую гимназию, поступил на юридический факультет Новороссийского университета в Одессе. Но диплом о высшем образовании получил в Московском университете. Активно участвовал в студенческом движении, был избран председателем Союза землячеств. Участвовал в студенческих волнениях, за что был приговорён к тюремному заключению и после освобождения выслан на родину. 
Был присяжным поверенным в Екатеринодаре. В 1896 году вновь арестован и сослан в Архангельскую губернию, где провёл в ссылке 6 лет. Публиковался  в журнале «Былое». Член партии социалистов-революционеров.
Был избран 6 февраля 1907 года в Государственную думу II созыва от съезда уполномоченных от неказачьего населения Кубанской области. Вошёл в состав группы Социалистов-революционеров. Состоял в думских комиссиях об отмене военно-полевых судов, для разработки Наказа, о неприкосновенности личности, о привлечении к следствию 55 членов Государственной Думы. Избран секретарём комиссии об отмене военно-полевых судов. Участвовал в обсуждении с думской трибуны вопросов об отмене военно-полевых судов, о бюджете, по аграрному вопросу, по Наказу, о мерах предупреждения побегов арестантов, о привлечении к уголовной ответственности 55 членов Социал-демократической фракции. Выступил от имени Группы социалистов-революционеров, предложив формулу перехода к очередным делам по поводу декларации Совета министров. От имени группы социалистов-революционеров сделал заявления о воздержании от баллотировки и о мотивах их голосования до рассмотрения Государственной Думой вопроса об осуждении политических убийств и террора.
В 1917 году по  назначению Временного правительства стал представителем в Сенате.
Эмигрировал во  Францию, жил в Париже. Служил бухгалтером. В 1930-х годах занимался частной юридической практикой  на 11, rue de la Félicité, 17-e. Активный участник профессиональных адвокатских и других общественных организаций. Специализировался по вопросам налогообложения. Написал юридический раздел первого устава "Общества шоферских кооперативных гаражей". Помогал в  юридических вопросах приходам и священникам православной церкви. В 1920-е годы сделал ряд докладов на Республиканско-демократическом объединении в Париже. Участник собраний редакции газеты «Дни». Состоял в Объединении русских адвокатов во Франции, с 1937 по 1945 член совета этой организации, начиная с 1945 товарищ её председателя. В 1930 на собрании этого Объединения прочитал свои «Воспоминания адвоката». Состоял членом ревизионной комиссии Московского землячества. В 1936 году участвовал торжественного собрания, посвященного Кубанскому казачьему войску, на нём прочёл доклад по истории Кубани. Опубликовал в Париже в 1937 книгу «Налоги». Последние годы жизни провёл вместе с женой в Русском доме в Нуази-ле-Гран. Умер 21 января 1952 года; похоронен на местном кладбище.

## Семья
- Жена — Инна (Ирма?) Антоновна урождённая Кедринская (1875—?), участница революционного движения; также отбывала  ссылку в Архангельской губернии. После 1917 года во Франции[3].

### Архивная литература
- РГИА. Ф. 1278. Оп. 1. Д. 498. Л. 7.